# مجموعه حجت‌آباد وزیر
مجموعه حجت آباد وزیر مربوط به دوره قاجار است و در شهرستان اشکذر روستای حجت آباد وزیر واقع شده و این اثر در تاریخ ۱۵ دی ۱۳۷۵ با شمارهٔ ثبت ۱۸۲۷ به‌عنوان یکی از آثار ملی ایران به ثبت رسیده است.